# Load Dump
Unter Load Dump versteht man das Entstehen einer Spannungsspitze an einer Kfz-Lichtmaschine nach Lastabwurf. Im Englischen kann der Begriff auch allgemein einen Lastabwurf bezeichnen, meist aber im Zusammenhang mit einem Generator.
Normalerweise hält der Regler der Lichtmaschine die Generatorspannung bei schwankender Last konstant, indem er die Erregerwicklung passend bestromt. Wird die Last abrupt weggenommen, dauert es eine kurze Zeit, bis sich das Erregermagnetfeld abgebaut hat. Während dieser Zeit steigt die Spannung stark an, weil der Generatorstrom langsamer kleiner wird als der Laststrom.
Das geschieht beispielsweise, wenn die Fahrzeugbatterie leer ist, also einen hohen Ladestrom aufnimmt, und währenddessen die Batterieleitung aufgetrennt wird.
Diese Spannungsspitze kann die Elektronik im Auto zerstören, daher werden Z-Dioden zur Spannungsbegrenzung eingesetzt. Dazu werden die Hauptstromdioden der Drehstromlichtmaschine als Z-Dioden ausgeführt, sogenannte Hauptstromzenerdioden. Als Hauptstromdioden bezeichnet man Dioden, die zur Gleichrichtung des Wechselstroms eines Wechsel- oder Drehstromgenerators verwendet werden, im Gegensatz Nebenstromdioden die z. B. nur die Gleichrichtung zur Versorgung des Reglers übernehmen.